# Jonathan Bailey
Jonathan Stuart Bailey (født 25. april 1988) er en engelsk skuespiller. Han er kendt for sine komiske, dramatiske og musikalske roller på scenen og skærmen, og har modtaget en Laurence Olivier Award og en Critics' Choice Television Award.
Han opnåede international anerkendelse for sin portrættering af Anthony, Viscount Bridgerton, i serien Bridgerton (2020-nu).